# Jeroen Latijnhouwers
Jeroen Latijnhouwers (Sint Odiliënberg, 22 mei 1967) is een Nederlands televisiepresentator.

## Studie
Latijnhouwers studeerde na de havo aan de Academie voor Journalistiek in Tilburg.

## Carrière
Latijnhouwers was te zien en te horen bij onder andere Omroep Brabant, Lokale Omroep Goirle, Veronica Nieuwsradio en het ter ziele gegane Sport 7.
Hierna begon zijn carrière bij RTL Nederland. Latijnhouwers begon in 1996 als commentator bij RTL Sport. Van 1997 tot en met 2003 presenteerde hij het RTL Nieuws en van 2003 tot en met 21 augustus 2014 Editie NL.
Daarnaast was hij in het verleden te zien als invaller voor Daphne Bunskoek bij RTL Boulevard. Vanaf 2012 verving Latijnhouwers soms Jan de Hoop en Sanne Staarink-Steusel bij Ontbijtnieuws. Latijnhouwers was bij uitzondering te zien als nieuwslezer bij RTL Z.
In oktober 2014 ging Latijnhouwers aan de slag voor Omroep MAX, waar hij tot en met 2018 het dagelijkse nieuwsprogramma Hallo Nederland presenteerde. Dit middagprogramma was een vast onderdeel van Tijd voor MAX. Voorts presenteerde hij in 2014 en 2015 het programma Heel Nederland kijkt sterren.
Daarnaast verving hij bij Evers staat op op Radio 538 regelmatig vaste nieuwslezer Henk Blok. Van 9 oktober 2017 tot medio april 2018 was hij de vaste nieuwslezer in De Veronica Ochtendshow met Giel van Giel Beelen op Radio Veronica. Op last van Omroep MAX moest hij daar stoppen. Na vijf maanden keerde hij weer terug bij De Veronica Ochtendshow met Giel. In 2020 stopte Beelen met dit ochtendprogramma. Vanaf 4 januari 2021 presenteerde hij enige tijd op Radio M Utrecht Utrecht komt thuis. In het voorjaar van 2023 was Latijnhouwers te horen als nieuwslezer op Qmusic. Sinds 2024 is hij van maandag t/m donderdag als nieuwslezer te horen op Joe tijdens de middagshow van Kai Merckx
Op 26 mei 2023 werd bekend dat Latijnhouwers tijdelijk aan de slag ging als presentator van NOS Studio Sport en hiervoor zijn radiowerk op een lager pitje zette.

## Persoonlijk
Latijnhouwers heeft met zijn vriendin een dochter en een zoon.

## Trivia
- Latijnhouwers is een supporter van Willem II. Sinds 2009 presenteert hij de nieuwe selectie tijdens de open dag, de zogenoemde Koningsdag.[bron?]